# Fushimi Sadanaru

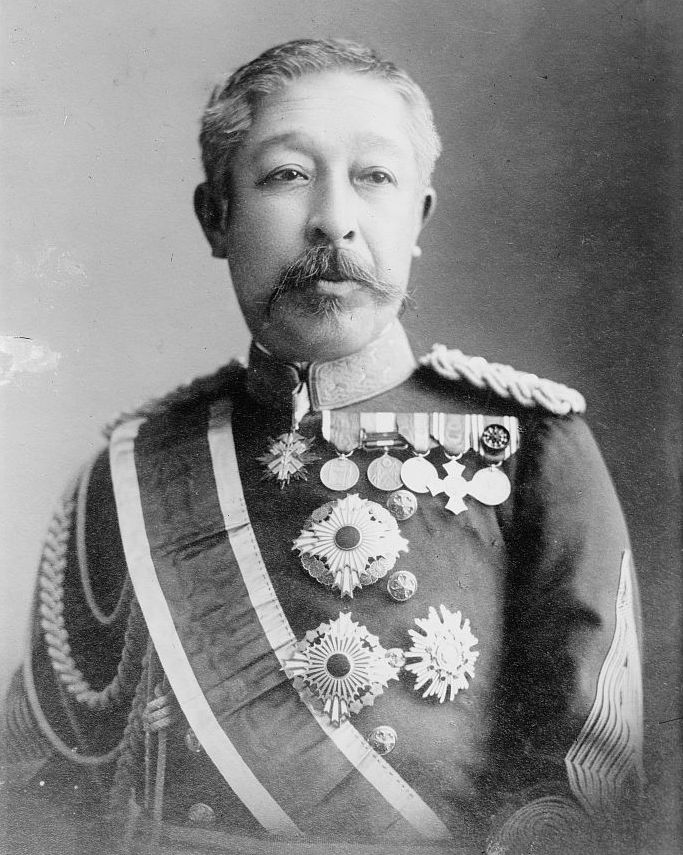
Prinz Fushimi Sadanaru

Prinz Fushimi Sadanaru (jap. 伏見宮貞愛親王 Fushimi-no-miya Sadanaru-shinnō); (* 9. Juni 1858 in Kyōto, Japan; † 4. Februar 1923 in Takagami, Strom Chōshi) war das 22. Oberhaupt des Fushimi-no-miya, eines der vier Prinzenhäuser (Seshū Shinnōke) des Japanischen Kaiserhauses und ein Feldmarschall (Gensui) der Kaiserlich Japanischen Armee.

## Frühes Leben
Prinz Sadanaru wurde 1858 als 14. Sohn des Prinzen Fushimi Kunie geboren und folgte diesem nach seinem Tod 1875 als Oberhaupt des Fushimi-no-miya-Zweiges der japanischen Kaiserfamilie nach. 1872 wurde er mit der Prinzessin Arisugawa Toshiko verheiratet, einer Tochter von Prinz Arisugawa Taruhito, mit welcher er vier Kinder hatte, eine Tochter und drei Söhne.

## Militärische Karriere
Da ihm eine militärische Laufbahn zugedacht wurde, wurde er nach einer grundlegenden Ausbildung in den 1870er Jahren an die Militärschule Saint-Cyr in Frankreich und anschließend an verschiedene Militärhochschulen im Deutschen Reich geschickt. Nach seiner Rückkehr nach Japan setzte er sich stark dafür ein, in der Armee einen Generalstab nach preußischem Vorbild einzuführen. 1889 wurde er zum Rikugun shōshō (Generalmajor) befördert.
Im Ersten Japanisch-Chinesischen Krieg kommandierte Prinz Sadanaru die 4. Division, mit welcher er zu Anfang des Krieges auf der Halbinsel Liaodong landete. Später nahm er an der Japanischen Invasion Taiwans teil.
Er vertrat den Meiji-Tennō bei der Krönung von Zar Nikolaus II. am 26. Mai 1896. Im Jahre 1898 wurde er zum Rikugun chūjō (Generalleutnant) befördert und erhielt das Kommando über die in Himeji stationierte 10. Division. 1901 wechselte er zur 1. Division.
Nach Beginn des Russisch-Japanischen Krieges landete er mit seinen Truppen erneut auf der Halbinsel Liaodong, welche zu diesem Zeitpunkt ein russisches Pachtterritorium war. Im Juni des Jahres folgte Prinz Sadanarus Beförderung zum Rrikugun taishō General und die Rückverlegung nach Japan, wo er kurz im Obersten Kriegsrat diente, bevor der Meiji-Tennō ihn auf eine diplomatische Mission in die Vereinigten Staaten sandte. Nach der Unterzeichnung des Vertrages von Portsmouth wurde er weiter nach Großbritannien geschickt, um der dortigen Regierung den offiziellen Dank für jegliche Form der Unterstützung im Russisch-Japanischen Krieg auszusprechen. 1909 erfolgte seine nächste diplomatische Verwendung, als er eine Delegation nach China anführte. Er kam erneut ins Vereinigte Königreich, als er am 20. Mai 1910 am Staatsbegräbnis von König Eduard VII. teilnahm und sich im Anschluss mit dem neuen König Georg V. im Buckingham Palace traf.
Prinz Sadanaru galt als enger Berater von Kronprinz Yoshihito, dem späteren Taishō-Tennō. Nach dessen Thronbesteigung erhielt er daher den Titel eines Naidaijin (Lordsiegelbewahrer) für den Zeitraum von 1912 bis 1915. 1914 erhielt er den zu dieser Zeit hauptsächlich zeremoniellen Titel eines Gensui (Generalfeldmarschall) und 1916 wurde ihm der Chrysanthemenorden verliehen.
Prinz Sadanaru starb am 5. Februar 1923 an den Folgen einer Grippe und wurde unter Ehren mit einem Staatsbegräbnis beigesetzt. Sein Sohn Fushimi Hiroyasu folgte ihm als Oberhaupt des Fushimi-no-miya.